# 김명주 (성우)
김명주는 대한민국의 성우이다.
현재는 도예가로 활동중이다.

## 출연작품
- KBS 무대(밤기차 2000년 2월 20일)
- KBS 무대(축! 이혼기념일 - 2000년 2월 27일)
- KBS 무대(그대, 정동진에 가면 - 2000년 3월 5일)
- KBS 무대(오계장을 위한 건배 - 2000년 8월 27일)
- KBS 무대(문밖에서 - 2000년 10월 15일)
- KBS 무대(세상속으로 걷다 - 2000년 11월 19일)
- KBS 무대(머피의 법칙 - 2000년 11월 26일)
- KBS 무대(해바리기가 보이는 창가에서 - 2000년 12월 3일)
- KBS 무대(눈 내리는 밤 - 2000년 12월 24일)
- KBS 무대(해피엔딩을 위하여 - 2001년 1월 28일)
- KBS 무대(2박 3일의 행복 - 2001년 2월 18일)

## 같이 보기
- 한국방송 성우극회